# Paul Henri Fischer
Paul Henri Fischer (7 de julio de 1835, París - París 29 de noviembre de 1893) fue un médico, paleontólogo, zoólogo y malacólogo francés.
Es conocido por sus trabajos en la malacología y conquiliología. Mantuvo una cooperación laboriosa y provechosa con el malacólogo francés J.C.H. Crosse. Editaron y condujeron la revista Journal de Conchyliologie, de reputación internacional.
Fue elegido presidente de los Sociedades Geológicos y Zoológicos de Francia. Ocupaba un puesto en el Museo Nacional de Historia Natural de Francia. Publicó varios catálogos sobre moluscos de los que destaca su obra principal: el Manuel de conchyliologie et de paleontologie conchyliologique (1880-1887).
Paul Henri Fischer formaba parte de una dinastía de malacólogos. Su hijo Pierre Marie Henri Fischer (1865-1916), su suegra Louisa Piette (1871-1954), sus nietos Edouard Fischer-Piette (1899-1988) y Paul Fischer (1898-2003) y sus bisnietos Henri Jean Louis (1936) y Danielle (1938) son malacólogos o están relacionado con la malacología o con el Journal de Conchyliogie.

## Biografía
Paul Henri Fischer nació el 7 de julio de 1835 en París. Era hijo de un comerciante de tejidos.
Con solo trece años perdió a su padre. Su madre volvió con él a su ciudad natal Burdeos y en 1837 se casó de nuevo con Dégranges, una persona muy distinguida de la ciudad. Él se ocupó del niño y le trató como su propio hijo.
Su suegro poseía un gabinete con una pequeña colección de conchas. Al joven Fischer le gustó estar allí y arreglarlas. Se supone que allí surgió su interés por la ciencia, porque a los 14 años insistió muy estrictamente que solo la ciencia le atraía y que quería ser médico.
Sus padres, que habían previsto una carrera como comerciante, aceptaron su fuerte vocación y lo enviaron al liceo de Burdeos. Incluso en sus vacaciones se dedicaba a estudiar historia natural.
Con 16 años, la Société Linnéenne de Bordeaux le condecoró con una medalla de plata.
Sus investigaciones de la fauna malacológica terrestre y fluvial de la Gironde indicaron la existencia de especies
desconocidas.
Con 18 años, Fischer decidió ir a París para cursar estudios de medicina. En 1859 terminó sus estudios. Después de una defensa brillante obtuvo su aprobación como médico. Durante su internado pasó por los hospitales Lariboisière, Hôpital des Enfants y Hôpital à la Pitié. Terminó su internado el 21 de noviembre de 1863 y obtuvo el título de doctor en medicina.
Al año siguiente se casó con Hortense Victorine Massemin (26.02.1864) en
París. El 7 de noviembre de 1865 nació su hijo Pierre Marie Henri.
La guerra franco-prusiana (1870-1871) y la consiguiente Comuna de París (1871) afectaron la vida de toda la sociedad francesa, debido a que pusieron fin al Segundo Imperio. Durante la guerra P. H. Fischer fue nombrado aide-major de las Ambulances de la Presse (decreto del 15 de septiembre de 1870). Junto a otras, las ambulancias como la de la Prensa o de la Société française de Secours au Blessées Militaires fueron precursoras privadas de la Cruz Roja francesa. Sus miembros recogían y cuidaban a los heridos, los desplazaban y trataban en hospitales.
Desde entonces P. H. Fischer trabajó sin descanso hasta el fin de junio de 1871 como cirujano en cuatro ambulancias de París. Por su trabajo fue nombrado chevalier de la Legion d'Honneur (una condecoración francesa de alto rango) el 19 de agosto de 1871, y la recibió el 24 de enero de 1872.
Los casi diez años después del fin de su educación trabajó con éxito como médico, pero nunca dejó la malacología. Por lo contrario, le atraía cada vez más, hasta que se dedicó completamente a ella. Desde 1861 había sido asistente de Adolphe d’Archiac Desmier de Saint-Simon en el Instituto Paleontológico (Laboratoire de Paléontologie) del Museo nacional de la Historia Natural (MNHN); con una de las más grandes colecciones de la historia natural. En 1872, fue agregado como ayudante naturalista en la cátedra de paleontología. Después de la muerte del Prof. G.-P. Deshayes, Fischer se aplicó para el puesto vacante de la cátedra de malacología sin tener éxito.
Pero decepciones como estas nunca disminuyeron su pasión para la malacología. Entre 1863-1891 fue muy productivo. No solamente realizó trabajo de campo, hizo investigaciones y contribuciones teóricas dentro del círculo de los especialistas, también se dedicó a propagar sus conocimientos tanto al mundo científico como al público en general.
Desde 1856 trabajó como editor de la revista Journal de conchyliologie y, a partir de 1861, con J.C.H. Crosse como coeditor. Con Crosse tuvo una cooperación muy provechosa y una amistad que duró hasta el final de su vida.
En 1864 publicó la Faune conchyliologique marine... sobre especies de moluscos a lo largo de la costa del Atlántico y complementó el dosier siguiente por suplementos.
Luego evaluó el material recopilado en diversos viajes científicos. Con J.C.H. Crosse investigó el material de la Expédition scientifique du Mexique (~1869-1893) y de los viajes de A. Grandidier a Madagascar (hasta 1889).
En 1877 publicó un estudio sobre el material paleontológico de la isla de Rodas de J.R. Tournouër. Entre 1873-1880 escribió la última monografía dentro de la serie «Spécies général et iconographie des coquilles vivantes», de libros conquiológicos, empezado por J.C. Kiéner.
De 1880 a 1883 formó parte de cuatro expediciones para recolectar ejemplares de fauna submarina de mares profundos. Investigó luego los moluscos tanto de las expediciones francesas como de las de Mónaco y publicó los resultados entre 1891 y 1892.
De 1881 a 1887 trabajó intensamente en su obra principal: el
Manuel de conchyliologie et de paleontologie conchyliologique.
También participó activamente en la comunidad de malacólogos. A partir de 1867 tomó parte en sesiones de la Société Géologique de France, fue miembro de su consejo en 1877 y fue elegido presidente en 1881.
En 1882 entró en la Société Zoologique de France y fue elegido como su presidente en 1886. En 1893 fue nombrado miembro fundador de la Malacological Society of London.
Al final de su vida cayó gravemente enfermo. La situación fue difícil porque su enfermedad era larga y mortal. Aunque sufriendo, durante sus últimos meses en 1893, trabajaba con sus colegas en la Mission scientifique au Mexique.... El 29 de noviembre de 1893 P. H. Fischer falleció.

## Obra y actividades

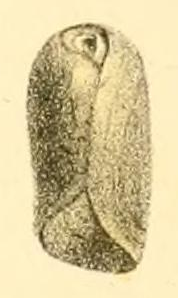
Cylindrobulla beauii. "Description d'espèces nouvelles". Journal de conchyliologie. Autor Paul Henri Fischer.

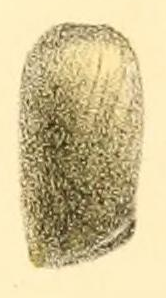
Cylindrobulla beauii. "Description d'espèces nouvelles". Journal de conchyliologie. Autor Paul Henri Fischer.

Su campo de interés principal fue los invertebrados, tanto vivos como fósiles, sobre todo los moluscos.
A partir de 1856, con solo 21 años de edad, P. H. Fischer fue apuntado como coeditor de la revista Journal de Conchyliologie. La revista fue fundada en 1850 por Petit de la Saussaye como editor en su propio editorial. En 1856 la revista pasó al editor A. C. Bernardi (París) y su editorial. Desde entonces fue publicada como segunda serie (tomo 5-8) de julio de 1856 hasta enero de 1860. Junto con P. H. Fischer reanimaron la revista. Cuando A.C. Bernadi se retiró a causa de problemas de salud, la revista cambió otra vez el editorial a Joseph Charles Hippolyte Crosse, un conquiliólogo francés. Desde entonces fue emitido como tercera serie (tomo 9-46) de abril de 1860 hasta enero de 1898.
El éxito de la revista trimestral probablemente viene del hecho que no solamente recogía artículos de expertos, sino también acogió como un foro. Los artículos de malacólogos fueron ciertamente la base más importante. Pero aparte, en artículos principales del editorial introdujo familias o géneros de moluscos. Luego se presentaba y caracterizaba nuevos libros e informaba sobre acontecimientos y necrologías. Para P. H. Fischer ser editor le permitía publicar sus papeles independientemente; se cuentan 342 memorias de 1856 hasta 1893.
Apoyado por la Société Linnéenne de Bordeaux y la Société scientifique d'Arcachon, hizo investigaciones sistemáticas de la fauna marina del departamento de Gironde.
Los resultados de algunos años de investigación fueron resumidos por P. H. Fischer en Faune conchyliologique marine du département de la Gironde et des côtes du sud-ouest de la France (1864) y refinados y extendidos en suplementos posteriores. Los estudios cubrieron la costa entre la embocadura de la Loire hasta Bidassoa al pie de los Pirineos en el sur con un enfoque especial en la bahía de Arcachón.
Completó trabajos anteriores investigando moluscos de la región al norte de la Loire (Cailliaud), moluscos terrestres de los departamentos (siglo XIX) Landes y Basses Pyrénées (C. Des Moulins) y moluscos marinos de mares europeos (R. MacAndrew). Dentro de su informe describió en detalle las condiciones geográficas (profundidad, material, forma, etc.) de la zona litoral y de la costa; para la laguna d'Arcachón aún condiciones químicos como tipo de sales y su porcentaje en agua y fondo y biológicos como peces y moluscos.
A partir de un fondo histórico y económico actual de la pesca y cría de conchas, publicó un catálogo moluscos encontrados y clasificados (de las tres clases de moluscos Acephala, Gastropoda, Cephalopoda) con datos físicos y del entorno. Una comparación final de las especies principales encontrados permitió la conclusión de que la distribución de moluscos en el Sudoeste de Francia es una continuación de la distribución de moluscos del nordeste de Francia y del norte de España, o en una escala más grande está entre distribuciones de las islas británicas, el mar Mediterráneo y África del Norte. Esto le relacionó con el desarrollo de la Station zoologique y el Musee-Aquarium de Arcachón.
En 1866 se fundó por iniciativa privada, la Société Scientifique d’Arcachon, con el objetivo de establecer un centro moderno de investigación sistemática de la fauna marina combinado con un museo público y asociado a Universidad de Burdeos. Su amigo y miembro de la Société Linnéenne de Bordeaux Alexandre Lafont estuvo involucrado tanto financieramente como arquitecto.
P. H. Fischer contribuyó hasta su muerte por ayudar arreglar una colección de moluscos y por dejar libros para la biblioteca.
Alrededor de 1869 empezó a evaluar con J. C. H. Crosse el material llevado de la Expédition scientifique du Mexique. Entre 1861-1867 Napoleón III intentó aprovechar las malas circunstancias de México (guerra civil, EE. UU. bloqueado por la Guerra de Secesión, borrar deudas imposibles) para instalar un régimen controlado. Dentro de estos planes una expedición científica fue prevista para explorar sistemáticamente el terreno y los recursos. Cuatro comisiones del Ministère de l'Instruction publique organizaron gente y planes.
La expedición empezó 1864, encabezada por Auguste Dollfus y Eugène Montserrat.
Pero inhibido por la guerra, eludió América central y terminó 1867.
Luego los especialistas en Francia se dedicaron a la evaluación.
En 1867 el Ministère de l'Instruction publique encargó a Alphonse Milne-Edwards la organización de la publicación de la Recherches zoologiques pour servir a l'histoire de la faune de l'Amérique Centrale et du Mexique en siete partes. Para la sección «Études sur les Mollusques terrestres et fluviatiles de la Mexique et du Guatemala» fue contratado J. C. H. Crosse, quien la escribió con P. H. Fischer. El primer fascículo de "Études..." salió en 1870, el último en 1898.
En 1873 comenzó con la continuación de Spécies général et iconographie des coquilles vivantes (SGICV). SGICVI es una descripción iconográfica de conchas de diferentes colecciones, entre otros la colección Lamarck y la colección del príncipe Massena, y había salido desde hace ~1835 en varios ediciones actualizados y extendidos.
Destaca por la calidad de los dibujos y estuvo comparable con o mejor que obras similares de Gran Bretaña o Alemania.
Louis Charles Kiéner quien había empezado este trabajo era conocido por tardar en realizar tales proyectos. Pero el editorial J.-B. Balliere evaluó que L.C. Kiéner no podría completar su obra por el estado de su salud y acercó a P. H. Fischer pidiéndole escribir el último tomo XII. La monografía sobre el género Turbos tocó también asuntos nuevos como la distribución geográfica y aspectos anatómicos, y salió en 1880.
El Manuel de conchyliologie et de paleontologie conchyliologique es su obra principal.
Proyectado como una actualización del A manual of the Mollusca de S.P. Woodward, una obra de referencia a su tiempo, P. H. Fischer notó rápidamente que Manuel de conchyliologie... sería algo más. Al final resultó una obra que tanto sirve bien como libro de texto como manual. La primera parte da una introducción general sobre moluscos se dedicó a su anatomía y fisiología y describe su posición dentro del reino de animales y luego detalló los órganos de movimientos, el sistema digestivo, la circulación y respiración, el sistema nervioso y órganos sexuales, la fosforescencia, la reproducción y la regeneración de partes perdidas del cuerpo, la duración de vida y el hábitat. Además da un resumen de la distribución de moluscos con respecto a la geografía, a la profundidad del mar y su evolución.
Finalmente, hay una introducción breve a la nomenclatura y a la historia de la investigación de moluscos. En la segunda parte, las cinco clases cefalópoda, pteropoda, gasterópoda, escafópoda, bivalvia de los moluscos separadamente y en detalle. El libro se completa con un apéndice de su colega y amigo Daniel P. Œhlert, bibliotecario y conservador del Musee de l'Histoire naturelle de Lavalle (Mayenne) sobre Brachiopoda.
Después de la publicación y amplia extensión de la teoría de transformación (evolución de especies), intentó probarla. Las islas Kos y Rhodos en el Mar Egeo fueron conocidos por tener fósiles en estratos geocronológicos del Terciario (antiguo período geocronológico, actualmente subdivido en Paleógeno y Neógeno), y entonces sirvieron como fuente de material. El paleontólogo Jacques Raoul Tournouër investigó estratos en la parte este, y P. H. Fischer analizó y clasificó el material encontrado en París. En 1877 publicó los sus resultados en el artículo «Paléontologie des terrains Tertiaires de l'île de Rhodes».
Dentro de este artículo señala indicaciones sobre la presencia del cambio de formas desde el Plioceno sobre el Pleistoceno hasta el Holoceno.
En el último tercio del siglo XIX por los pescaderos se tuvo conocimientos de mares y océanos cerca de costas. Pero no se sabía sobre mares profundos y la fauna submarina del fondo marino o de aguas profundas. Con las expediciones Lightning (1868), Porcupine (1869,1870), Challenger (1872-1876) y Bache, Blake (1872-1882,1888), Tuscarora (1873-1878) y Gazelle (1874-1876), los ingleses, americanos y alemanes dieron los primeros pasos en esta dirección. El mundo francófono también empezó con expediciones a partir de 1880.
Francia equipó dos barcos y envió una expedición encabezada por A. Milne-Edwards, director del MNHN, expediciones con el objetivo de investigar el mundo submarino: 1880, 1881, 1882 viajes con la Travailleur al mar Mediterráneo y Nordeste del Atlántico, y 1883 un crucero con la Talisman en el Atlántico del Norte.
Pescando con grandes traínas se recolectaron numerosos animales de aguas profundas del Mar Mediterráneo y delante de la costa de África del Oeste.
P. H. Fischer participó en todas las expediciones; 1881 fue Officier de l'Instruction publique.
Bajo la dirección del Ministère de l'Instruction publique, expertos analizaron durante los próximos años el material obtenido y elaboraron los múltiples volúmenes de la serie de libros Éxpeditions scientifiques du Travailleur et du Talisman pendant les années 1880, 1881, 1882, 1883.
Aparte, Alberto I de Mónaco fue un aficionado del mar. Compró en 1873 el barco Hirondelle, y equipó luego cuatro más barcos modernos. A partir de 1888 también entró a la investigación de la biología submarina, dejó coleccionar animales en el Atlántico, deponer
artefactos en un Instituto Oceánico fundado con una rama en París y resumir los resultados de las campagnas en una serie de publicaciones Résultats des campagnes scientifiques accomplies sur son yacht par Albert 1.er prince souverain de Monaco.
Además, después de una coordinación internacional de la observación de los polos de la Tierra, le tocó a Francia instalar una estación en el Cabo de Hornos, poblarla por más que un año, observar allí el pasaje del planeta Venus y realizar estudios hidrográficos y de la historia natural en esta región. Entonces, por iniciativa del ministerio de la marina, la MNHN creó una comisión para elaborar un plan de trabajo científico detallado;
por fondos limitados solo un científico podía viajar.
La marina equipó el barco La Romanche, lo mandó bajo el capitán Louis-Ferdinand Martial al cabo de Hornos (1882-1883) y realizó este plan. Luego los resultados fueron publicados en un reportaje de múltiples fascículos: Mission scientifique du Cape Horn, 1882-1883. P. H. Fischer participó en la evaluación de todos los materiales recogidos (desde el punto de vista malacológico) y publicó entre 1891-1892 sobre eso con D. P. Œhlert
(Brachiopoda).
En 1865 el explorador francés Alfred Grandidier descubrió al pasar, de su viaje a India, en la isla de la Reunión más que nada al azar la isla Madagascar. Con el apoyo del MNHN luego se dedicó a su estudio y publicó los resultados en una serie de 30 libros Histoire physique, naturelle et politique de Madagascar.
J. C. H. Crosse y P. H. Fischer contribuyeron con la ilustración y clasificación de los moluscos en un atlas (tomo XXV, atlas I).

## Comentarios sobre P. H. Fischer
- Personalmente Fischer era amable y simpático. Siempre estuvo en disposición de ayudar a otros y, según sus escritos, nunca fue severo en la crítica profesional de sus colegas.
"En ce qui touche les qualités personnelles de P.Fischer,... que c'était une aimable et sympathique nature. Il était toujours disposé à venir en aide aux autres, et, à en juger d'après ses écrits, il n'était pas porté à la sévérité dans ses critiques sur les ouvrages de ses confrères." E.A.Smith (1894)
- Es que no solamente pierdo un antiguo colaborador y mi mejor amigo en la ciencia, sino que la ciencia pierde con su fallecimiento a un trabajador incansable de espíritu elevado.
"Rien, sinon répéter que nous perdons en la personne de P. Fischer notre collaborateur de la première heure, notre meilleur ami scientifique, et que la science perd autant que nous à la disparition de ce travailleur infatigable et de cet esprit élevé. Son caractère gai et ouvert, sa verve toute gasconne rendaient, chez lui, l'homme privé aussi sympathique à ses amis que l'était le savant à ceux qui connaissaient ses ouvrages." H.Crosse (1894)